# Viadukt ve Slavíči
Viadukt ve Slavíči, nazývaný také Železniční most, je památkově chráněný kamenný obloukový železniční most, stojící na rozhraní katastrálních území Jezernice a Slavíč (část města Hranice) v okrese Přerov v Olomouckém kraji. Most překlenuje údolí s bezejmenným potokem a polní silnicí přibližně jihovýchodně od vrcholu kopce Nad Doly v nížině Bečevská brána a na Moravě.

## Historie a popis
V podstatě jsou to dva historické železniční mosty, které jsou památkově chráněny od 12. září 2007. První (jižní most) most byl postaven s největší pravděpodobností v roce 1844 a zprovozněn v roce 1847 při budování Severní dráhy císaře Ferdinanda a druhý (severní most) byl postaven a zprovozněn v roce 1873 při rozšiřování železniční trati. Je to tedy dvojkolejný kamenný most se třemi klenbami složený ze dvou samostatných velmi podobných mostů, které nesou jednotlivé koleje. Most je postaven na třech klenebních polích s půlkruhově zakončenými oblouky, které jsou umístěné na dvou středních kamenných pilířích. Pilíře jsou také zakotveny v krajních náspech svahů. Pod středním (větším) obloukem vede polní silnice. Lícní zdivo mostních pilířů, kleneb a poprsních zdí staršího mostu je provedeno z opracovaných vápencových kvádrů. Lícní zdivo mostních pilířů, kleneb a poprsních zdí mladšího mostu je provedeno z opracovaných pískovcových kvádrů. Most je nově ve své koruně rozšířen pomocí železobetonové desky a betonových říms s ocelovým zábradlím tak, aby vyhovoval současným nárokům na železniční dopravu.
Most je, společně s blízkými, známějšími a většími Hranickými viadukty a Jezernickým viaduktem (mezi nimiž se nalézá) a Slavíčským tunelem, významnou technickou stavbou a památkou počátků železniční dopravy v Česku. Stavba byla realizována za účelem překonání rozlehlého údolí Bečevské brány. Později byla významně rozšiřována z důvodu budování dvoukolejné trati za účelem zvýšení přepravní kapacity. Most se nachází mezi železničními stanicemi Drahotuše a Lipník nad Bečvou a je součástí II. železničního rychlostního koridoru. V roce 2024 probíhá rekonstrukce mostu, která však nijak vážně neohrožuje železniční dopravu na trati.

## Přístup
Blízké okolí mostu je celoročně volně přístupné. Z důvodu bezpečnosti vlakové dopravy nelze na most vstupovat. Kolem vedou v souběhu cyklotrasy č. 5 – Jantarová stezka (česká část) a 6240.